# Список війн V століття
|  | Службовий список статей, створений для координації робіт з розвитку теми. Це попередження не встановлюється на інформаційні списки і глосарії. |

## 400-ті
- 391—407 — Війна Когурьо і Ямато (391—407)
- 401—439 — Римсько-вестготські війни (401—439)

## 410-ті
- 410 — Захоплення Риму готами (410 рік)

## 420-ті
- 421—422 — Римсько-перська війна (421—422)

## 440-ві
- 440 — Римсько-перська війна (440)

## 450-ті
- 451—453 — Римсько-гунські війни (451—453)
- 455 — Захоплення Риму вандалами (455 рік)

## 470-ті
- 476 — Падіння Західної Римської імперії